# Deep Space Climate Observatory

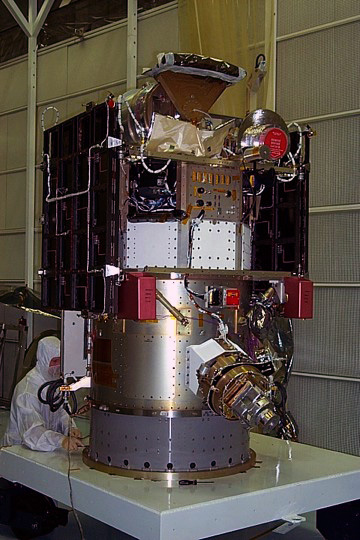
Le satellite Deep Space Climate Observatory (DSCOVR).

Pour les articles homonymes, voir Discover.
Deep Space Climate Observatory, en français Observatoire du climat depuis l'espace lointain, anciennement programme Triana, surnommé de manière non officielle GoreSat, connu également sous son acronyme DSCOVR (prononcer comme « discover »), est un satellite scientifique développé par la NASA à partir de 1998 en réponse à une demande d'Al Gore à l'époque où celui-ci était vice-président démocrate des États-Unis. DSCOVR est lancé le 11 février 2015. Positionné au point de Lagrange L1 situé à une distance d'un million et demi de kilomètres de la Terre dans la direction du Soleil, il fournit des informations sur le vent solaire, en jouant un rôle important dans le domaine de la météorologie spatiale, et fournit en permanence une vue complète, en temps réel, de la face éclairée de la Terre, (sans compter la face cachée de la Lune, quand elle passe par là), mises à disposition sur Internet.

## Contexte, voyage et but
La Terre est régulièrement frappée par des éruptions solaires qui parfois provoquent des pannes majeures : on peut notamment citer celle de 1989, qui a causé une grande panne au Québec, ou encore celle de 2003 (en), qui a affecté tout le réseau électrique du nord des États-Unis. Afin de pouvoir mieux anticiper ces événements, la NASA a développé un satellite pour la National Oceanic and Atmospheric Administration qui, depuis qu'il a atteint sa destination, à savoir le point de Lagrange L1 Terre-Soleil, après 110 jours de voyage, informe les scientifiques une heure avant que les particules émises par le Soleil n'atteignent la Terre.

## Historique
L'intention d'Al Gore, fortement mobilisé par la question du changement climatique, était de réveiller les consciences en fournissant une image actualisée de la Bille bleue, la planète Terre vue de l'espace, mais également en fournissant un baromètre du réchauffement climatique par le biais d'un satellite à faible coût (initialement 35 millions US$). Au cours du développement du projet, profitant de la position idéale que devait occuper le satellite (le point de Lagrange L1), des objectifs scientifiques ont été ajoutés afin de pouvoir évaluer les principaux paramètres susceptibles de modifier le système climatique terrestre : énergie solaire atteignant la Terre, rayonnement solaire réfléchi par la Terre (facteur jouant un rôle déterminant dans le climat), mouvements des nuages, état de la végétation terrestre et quantité de rayons ultraviolets atteignant la surface de la planète à travers la couche d'ozone. Avec l'instrumentation scientifique associée à ces objectifs, le budget du projet a été réévalué à 100 millions US$.
Le projet a été victime durant son développement de l'opposition du Parti républicain qui l'estimait plus politique que scientifique. À l'époque le Congrès demanda à la National Academy of Sciences d'analyser la valeur scientifique de ce projet. Le rapport détermina qu'il était « fort et vital ». Mais le blocage budgétaire ayant été maintenu par l'opposition, le satellite qui devait être lancé en 2003 fut placé en stockage en attendant qu'un financement complémentaire puisse être trouvé.
En novembre 2008, le satellite a été reconditionné pour un lancement par une fusée Delta II ou Falcon 9,. La nouvelle administration du président Obama a obtenu le budget nécessaire en s'appuyant sur le fait que DSCOVR pourrait remplacer l'observatoire spatial solaire ACE touché par l'obsolescence pour les missions de météorologie spatiale. Le projet est désormais un partenariat conjoint de la NASA, la NOAA et l'Armée de l'air. Les contraintes budgétaires ayant été levées, la NASA a donné en septembre 2013 son feu vert pour que DSCOVR passe en phase d'implémentation de manière à procéder à un lancement en 2015, à bord d'une fusée Falcon 9 de SpaceX.

## Caractéristiques techniques
DSCOVR est un micro-satellite de 570 kg dont 145 kg d'ergols utilisant la plateforme SMEX-Lite développée pour les petits satellites du programme Explorer. Le satellite est stabilisé sur 3 axes. L'énergie est fournie par deux ensembles de panneaux solaires déployables de technologie GaAs fournissant en début de mission 600 watts. L'énergie est stockée dans une batterie SNiCd d'une capacité de 9 ampères-heures. Le satellite dispose d'une propulsion monoergol N2H4 pouvant fournir un delta-V total de 600 m/s. L'antenne grand gain dotée d'un émetteur d'une puissance de 5 watts permet un débit descendant de 140 kilobits par seconde.
L'instrumentation scientifique comprend :
- un télescope EPIC (Earth Polychromatic Imaging Camera) de 30 cm d'ouverture permettant des observations en ultraviolet, lumière visible et proche infrarouge. Le CCD utilisé comporte 4 mégapixels. L'instrument mesure les niveaux globaux d'ozone, les aérosols, la hauteur des nuages au-dessus des continents et des océans, la couverture végétale, les émissions d'ozone et d'aérosols ;
- trois radiomètres à cavité NISTAR mesurent l'irradiance solaire réfléchie en UV, lumière visible et infrarouge (0,2–100 μm) ;
- un magnétomètre ;
- un spectromètre à électron analyse les électrons d'une énergie comprise entre 3 eV et 3 keV ;
- une cavité de Faraday.

L'instrument PHA (Pulse Height Analyzer) mesure les effets des particules à haute énergie sur l'électronique du satellite.

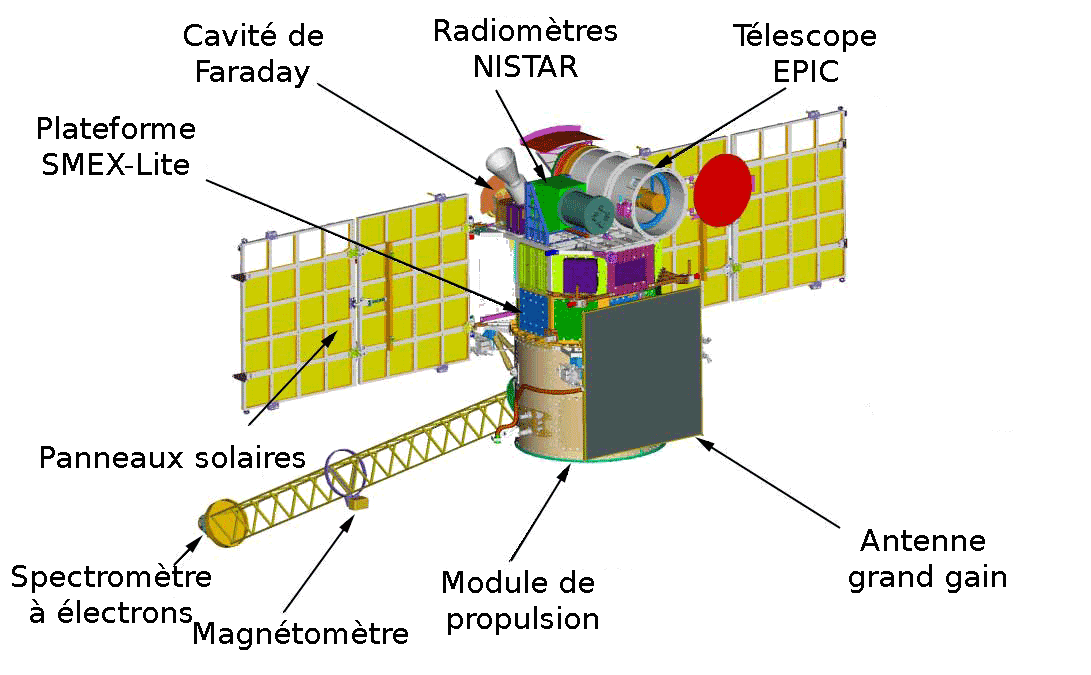
Schéma du satellite.

## Déroulement de la mission et exploitation

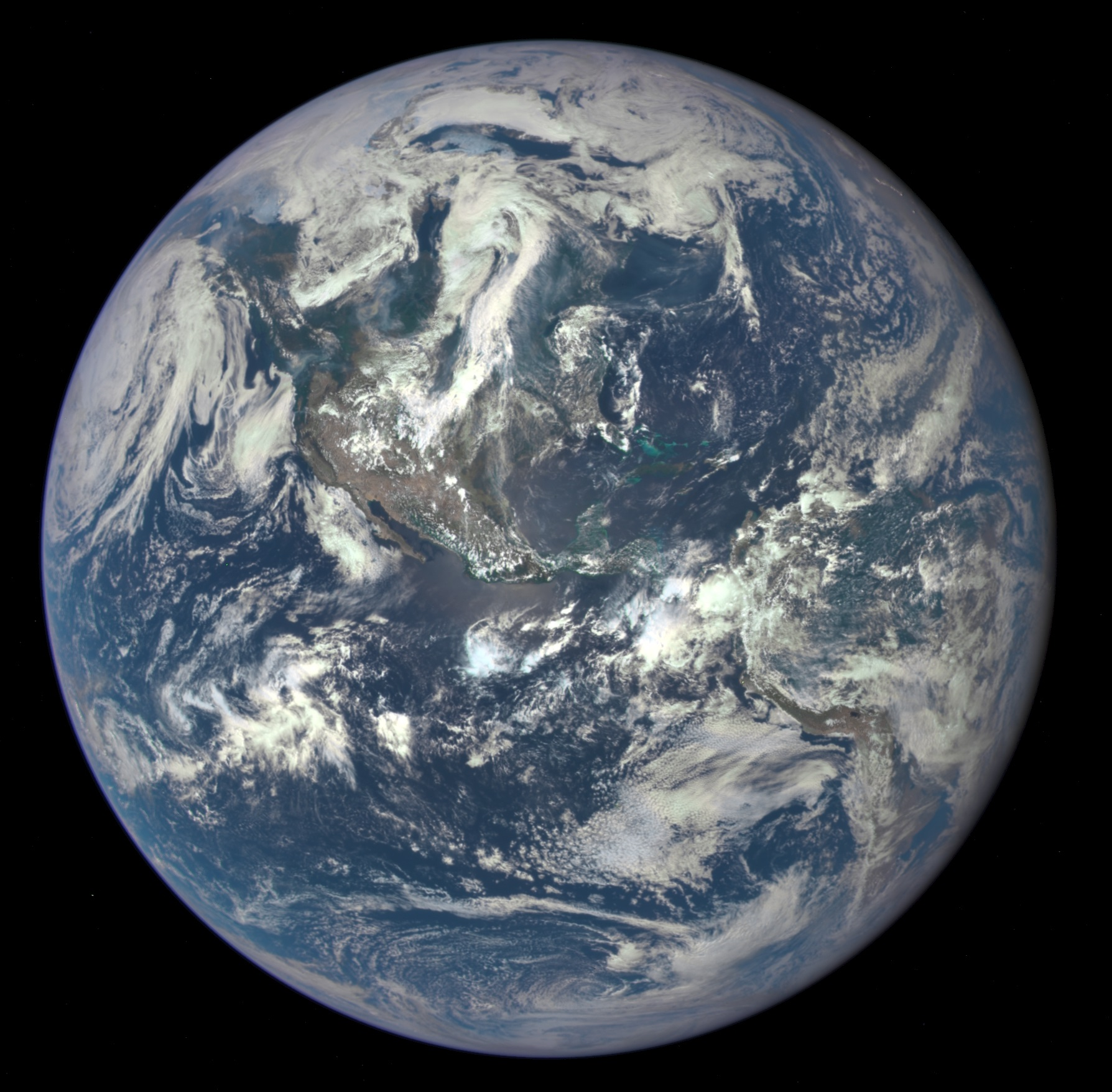
Première photo de la Terre envoyée par DSCOVR.

Le passage de la Lune entre la Terre et DSCOVR le 16 juillet 2015 par EPIC.

Après plusieurs reports, DSCOVR est lancée le 11 février 2015 par une fusée Falcon 9 V1.1 depuis la base de Cap Canaveral en Floride. Sa trajectoire l'éloigne de la Terre et il se dirige vers le point de Lagrange L1 du système Soleil-Terre situé à une distance d'un million et demi de kilomètres de la Terre. Le 8 juin soit plus de 120 jours après son lancement, le satellite se place sur une orbite de Lissajous autour du point de Lagrange L1. Le 20 juillet, l'instrument EPIC renvoie la première image de la Terre qu'il produit désormais quotidiennement.
La NASA, en charge à la fois du lancement et de l'activation du satellite, remet officiellement le 28 octobre 2015 son exploitation à l'équipe DSCOVR de la NOAA, le Space Weather Prediction Center (SWPC) dépendant du National Weather Service[source insuffisante]. La NOAA et la NASA publient régulièrement des vues complètes de la bille bleue sur leurs sites internet[source insuffisante] permettant des observations inédites comme la Lune passant devant la Terre le 16 juillet 2015 ou l'ombre d'une éclipse sur Terre le 9 mars 2016.